# Nấm gây bệnh
Nấm gây bệnh là loại nấm gây bệnh ở người hoặc các sinh vật khác.  Khoảng 300 loại nấm được biết là gây bệnh cho con người.  Nghiên cứu về nấm gây bệnh cho người được gọi là " nấm học y tế ".  Mặc dù nấm là sinh vật nhân chuẩn, nhiều loại nấm gây bệnh là vi sinh vật.  Nghiên cứu về nấm và các sinh vật khác gây bệnh cho thực vật được gọi là bệnh học thực vật.

## Candida

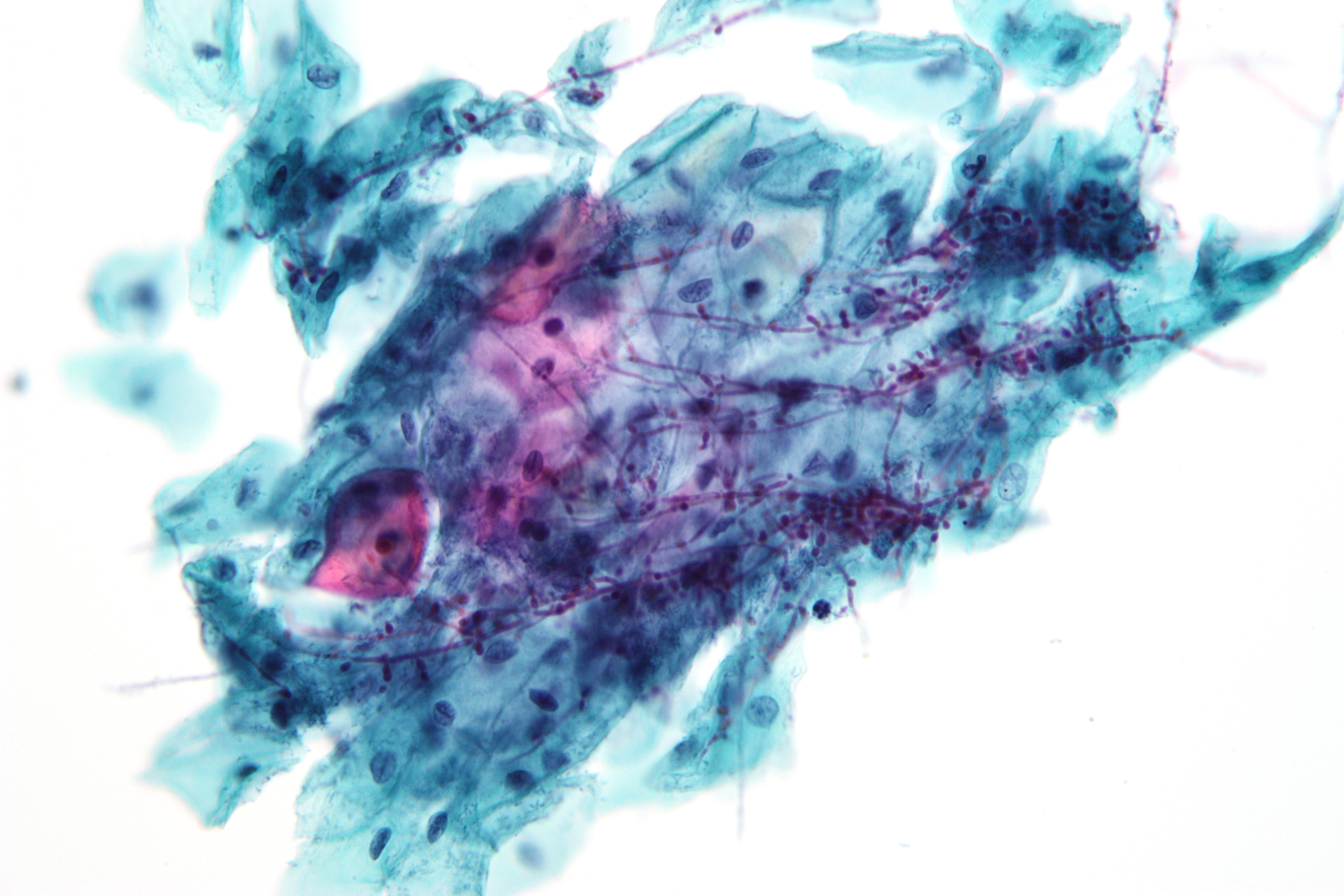
Candida. Mẫu xét nghiệm Pap Vết ố Pap.

Loài Candida gây nhiễm trùng ở những người có hệ thống miễn dịch bị thiếu.  Miễn dịch qua trung gian tế bào loại Th1 (CMI) là cần thiết để loại bỏ nhiễm nấm.  Candida albicans là một loại nấm men lưỡng bội thường xảy ra trong hệ vi sinh đường ruột của con người.  C. albicans là mầm bệnh cơ hội ở người.  Sự phát triển quá mức bất thường của loại nấm này có thể xảy ra, đặc biệt ở những người bị suy giảm miễn dịch. C. albicans có chu kỳ ký sinh dường như bị kích thích bởi căng thẳng môi trường.

## Aspergillus

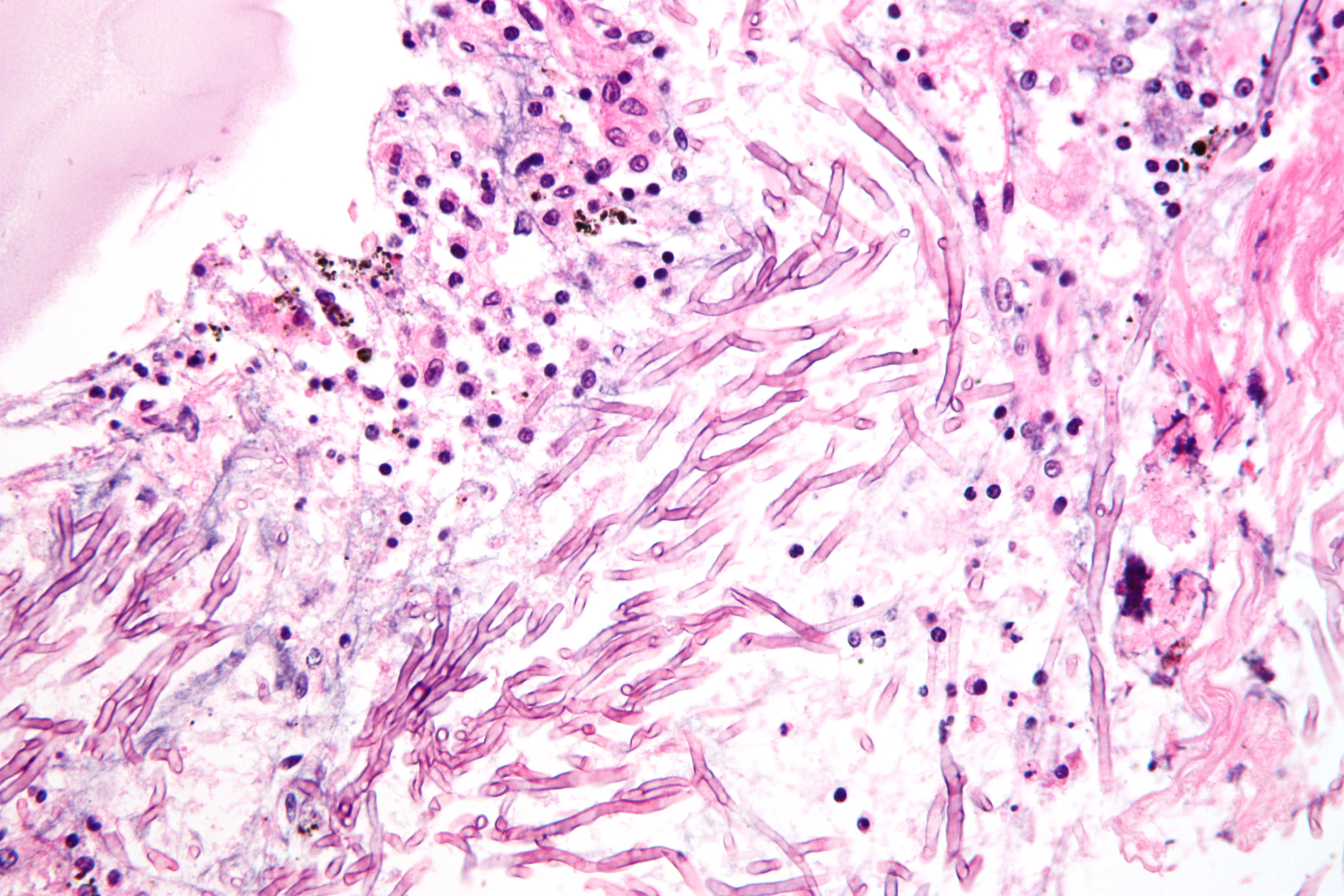
Aspergillosis. Vết ố H & E.

Các loài gây bệnh phổ biến nhất là Aspergillus fumigatus và Aspergillus flavus.  Aspergillus flavus sản xuất aflatoxin vừa là độc tố vừa là chất gây ung thư và có khả năng gây ô nhiễm thực phẩm như các loại hạt.  Aspergillus fumigatus và Aspergillus clavatus có thể gây ra bệnh dị ứng.  Một số loài Aspergillus gây bệnh trên cây trồng ngũ cốc, đặc biệt là ngô và tổng hợp độc tố nấm mốc bao gồm aflatoxin.  Aspergillosis là nhóm bệnh do Aspergillus gây ra.  Các triệu chứng bao gồm sốt, ho, đau ngực hoặc khó thở.  Thông thường, chỉ những bệnh nhân có hệ miễn dịch yếu hoặc mắc các bệnh về phổi khác là dễ mắc bệnh.
Các bào tử của Aspergillus fumigatus có mặt khắp nơi trong khí quyển.  A. fumigatus là mầm bệnh cơ hội.  Nó có thể gây nhiễm trùng xâm lấn có khả năng gây tử vong ở những người bị suy giảm miễn dịch. A. fumigatus có một chu kỳ tình dục đầy đủ chức năng tạo ra dị tật và ascospores.

## Cryptococcus

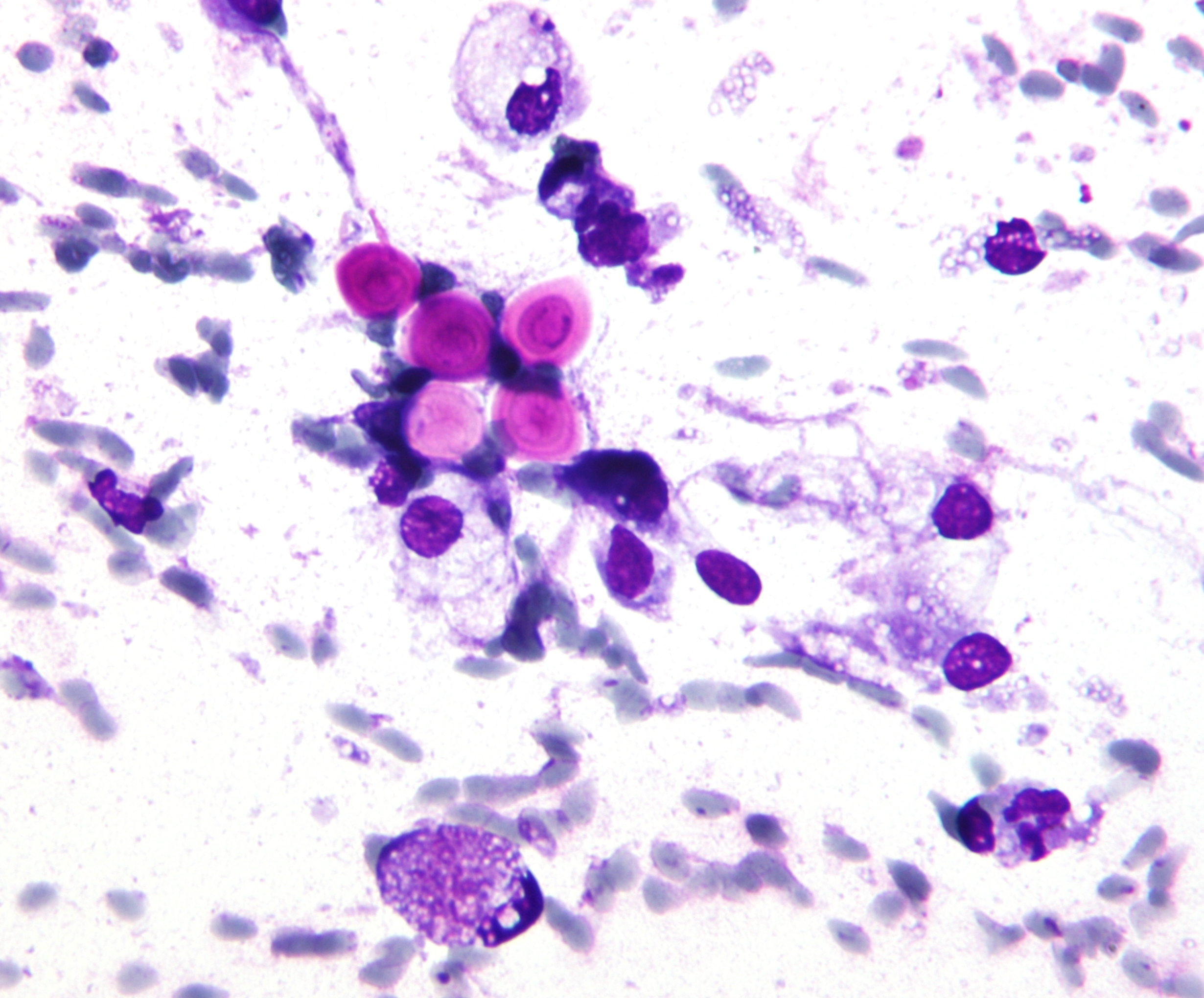
Cryptococcus. Mẫu vật FNA. Hiện trường vết bẩn.

Cryptococcus neoformans có thể gây ra một dạng viêm màng não nghiêm trọng và viêm não mô cầu ở bệnh nhân nhiễm HIV và AIDS.  Phần lớn các loài Cryptococcus sống trong đất và không gây bệnh ở người.  Cryptococcus neoformans là mầm bệnh chính ở người và động vật.  Cryptococcus laurentii và Cryptococcus albidus đôi khi được biết là gây ra bệnh từ trung bình đến nặng ở bệnh nhân người có khả năng miễn dịch bị tổn thương.  Cryptococcus gattii là loài đặc hữu của các vùng nhiệt đới của lục địa châu Phi và Úc và có thể gây bệnh ở những người không bị suy giảm miễn dịch.